# Сан-Леонардо-де-Ягуе
Сан-Леонардо-де-Ягуе (ісп. San Leonardo de Yagüe) — муніципалітет в Іспанії, у складі автономної спільноти Кастилія-і-Леон, у провінції Сорія. Населення — 2293 особи (2010).
Муніципалітет розташований на відстані близько 170 км на північ від Мадрида, 50 км на захід від Сорії.
На території муніципалітету розташовані такі населені пункти: (дані про населення за 2010 рік)
- Арганса: 0 осіб
- Сан-Леонардо-де-Ягуе: 2293 особи

## Демографія
Динаміка населення (INE ):